# Günther Steiner
Günther Steiner (Merano, 7 de abril de 1965) é um administrador e engenheiro italiano que já exerceu cargos em várias equipes de Fórmula 1.

## Carreira no automobilismo
Steiner começou a trabalhar em 1986 como engenheiro da Mazda Europa na Bélgica, no modelo Mazda 323 4WD Turbo, que competiu no WRC. Em 1990, Steiner se torna engenheiro responsável pelo desenvolvimento da Jolly Club na Itália, a equipe que ganhou oito corridas e ganhou o campeonato de 1992. No final de 1996 ele se mudou para a Inglaterra para trabalhar com a Prodrive na equipe Subaru World Rally Team. Alguns anos mais tarde Steiner se tornou diretor técnico da M Sport para trabalhar no Ford Focus WRC.
Em 2002, chega à Fórmula 1 como diretor técnico da Jaguar Racing. Substituído por David Pitchfortha, em 2003 ele se juntou a série Deutsche Tourenwagen Masters, na equipe Opel. Steiner voltou a Fórmula 1 após a formação da Red Bull Racing como diretor executivo.
Em 2015, Gene Haas anuncia a intenção de entrar na Fórmula 1 com a equipe que leva seu nome, a Haas F1 Team; Steiner foi nomeado chefe da equipe.
Em 10 de janeiro de 2024, foi anunciado que a Haas havia optado por não renovar o contrato de Steiner para a temporada de 2024. Ele foi substituído por Ayao Komatsu, o ex-diretor de engenharia da equipe estadunidense.